# Quand les ténèbres viendront
Pour les articles homonymes, voir Nightfall.
Quand les ténèbres viendront est un recueil de nouvelles de science-fiction d'Isaac Asimov composé à partir du recueil original anglais Nightfall and Other Stories paru en 1969. Ce recueil a été découpé en France en trois parties : Quand les ténèbres viendront en est la première et a été publiée pour la première fois en 1970.
En 2014, les éditions Denoël ont réédité le recueil en un seul volume dans la collection Lunes d'encre sous le titre Quand les ténèbres viendront - L'Intégrale.

## Nouvelles
Cette liste correspond au premier recueil publié en français (qui ne contient que le premier tiers du recueil original) et non pas au recueil homonyme sorti dans les années 2010 et qui reprend l'intégralité du recueil original.
- Quand les ténèbres viendront ((en) Nightfall, 1941)
- Taches vertes ((en) Green Patches, 1950)
- Hôtesse ((en) Hostess, 1951)
- Y a-t-il un homme en incubation... ? ((en) Breeds there a man.. ?, 1951)